# Vector Map
Vector Map (kurz VMAP) ist ein weltweites vektor-basiertes topographisch-kartographisches Informationssystem der NATO, das von der NGA, der militär-geographischen Behörde der USA, herausgegeben wird. 
Die Karte gibt es in verschiedenen Genauigkeitsstufen:
- VMAP Level 0 basiert auf der Operational Navigation Chart (ONC) im Maßstab 1:1.000.000 und ist frei verfügbar,
- VMAP Level 1 basiert auf dem Maßstab 1:250.000 und ist in weiten Teilen für militärische Zwecke reserviert.

## Bezugssysteme und Genauigkeit
- Horizontales Datum ist WGS84, mit einer Genauigkeit zwischen etwa 2000 und 4000 Meter
- Vertikales Datum ist Mean Sea Level (MSL, Höhe über dem Meeresspiegel), Genauigkeit zwischen 150 (Höhenlinien) und 30 Metern (Höhenpunkte)

## Räumliche Gliederung
Die VMAP-0-Daten sind in vier Gebiete (Nordamerika, Südamerika und Afrika, Europa und nördliches Asien, Südostasien und Australien) unterteilt. Jedes Datenpaket ist gezippt gut 200 MB groß.
Die VMAP-1-Daten sind in 234 Zonen aufgeteilt, davon sind 57 Zonen frei verfügbar.

## Thematische Gliederung
Die VMAP ist in verschiedene Themen (coverages) gegliedert, die ihrerseits wiederum Unterkategorien enthalten:
- Political Entities (politische Einheiten)
- Place Names (Ortsnamen)
- Boundaries (Grenzen)
- Data Quality (Datenqualität)
- Elevation (Höhenangaben)
- Hydrography (Hydrographie)
- Industry (Industrie)
- Physiography (Morphologie der Erdoberfläche)
- Population (Bevölkerung)
- Transportation (Transportwesen)
- Utilities (Versorgungseinrichtungen)
- Vegetation (Vegetation)

## Datenformat
Die VMAP ist im Vector Product Format (VPF), einer Gliederung in Verzeichnisse und Binärdateien abgelegt. Das VPF ist im military standard MIL-STD-2407 beschrieben. 

## Dokumentation
Die ausführliche VMAP-Beschreibung ist in der Spezifikation MIL-PRF-89039 dokumentiert, ergänzt durch den zweiten Nachtrag vom 27. Juni 2001.